# 20,000 Leagues Under the Sea (1997)
20,000 Leagues Under the Sea (bra: 20.000 Léguas Submarinas) é um filme australo-estadunidense  de 1997, dos gêneros ficção científica e aventura, dirigido por Rod Hardy e baseado no livro homônimo de Júlio Verne.

## Elenco
- Michael Caine.......Capitão Nemo
- Patrick Dempsey.......Pierre Arronax
- Mia Sara.......Mara
- Bryan Brown.......Ned Land
- Adewale Akinnuoye-Agbaje.......Cabe Attucks
- John Bach.......Thierry Arronax
- Nicholas Hammond.......Saxon
- Peter McCauley.......Almirante McCutcheon